# Zona de Planificación 6 de Ecuador

## Región Sur Andina
La Región sur Andina o Zona de Planificación 6 tiene su sede administrativa en la ciudad de Cuenca. Está integrada por las provincias de Azuay, Cañar y Morona Santiago, se divide en 34 cantones y 133 parroquias rurales; se subdivide en 17 Distritos y 120 Circuitos; y, posee una extensión geográfica de 35.330,74 km².
Cuenta con una población de 1.085.251 habitantes (INEC-Censo de Población y Vivienda 2010), 48,3% en el área urbana y 51,7% en el área rural; se autoidentifican como mestizos el 81%, indígenas el 11,4%, blancos el 4,7%, afroecuatorianos el 1,5% y otros el 1,4%. Para el 2018 se prevé una población de 1.313.334 habitantes (INEC-Proyecciones Poblacionales 2010-2020).
La Población Económicamente Activa (PEA) es de 461.670 habitantes; siendo su principal rama de actividad la agricultura, ganadería, silvicultura y pesca, 23,7%; comercio al por mayor y menor, 15,8%; e, industrias manufactureras, 13,8% (INEC-Censo de Población y Vivienda 2010).
El mayor potencial de la Zona es su contribución al cambio de la matriz energética del país, debido a que su producción hidroeléctrica tiene un alto aporte a la demanda actual del sistema interconectado del país.[cita requerida]